# Sebastejska tema
Sebastejska téma (starogrško Θέμα Σεβαστείας, latinizirano: Théma Sebasteías) je bila vojaško-civilna provinca (téma) Bizantinskega cesarstva v severovzhodni Kapadokiji in Mali Armeniji v sodobni Turčiji. Ustanovljena je bila leta 911. Propadla je s prihodom Seldžukov po bizantinskem porazu v bitki pri Manzikertu leta 1071.

## Zgodovina
Ozemlje Sebastejske teme s središčem v Sebasteji (sodobni Sivas)  je od sredine  7. stoletja spadalo v Armensko temo Do sredine 10. stoletja  ni omenjena v nobenem znanem viru. Prvič se pojavi leta 908 kot  posebna kleisura (kλεισούρα,  utrjena obmejna pokrajina), leta 911 pa kot samostojna tema.
V Sebastejsko temo je spadalo bizantinsko obmejno ozemlje ob srednjem toku  severnega Evfrata. S širjenjem bizantinskega ozemlja se je razširila proti jugu in vzhodu vse do Melitene, Samosate in Tefrike, kar se približno ujema z antično rimsko provinco Armenia Prima in deli provinc Armenia Secunda in Siria Eufratensis. V drugi polovici 10. stoletja se je zaradi ustanavljanja novih manjših tem njen obseg zmanjšal.
V 10. stoletju se je v regijo priselilo veliko Armencev, ki so postali večinsko prebivalstvo.  Po letu 1019/1021 je Sebasteja s pripadajočim ozemljem postala fevd Senekerima-Ardzrunija, šestega in zadnjega kralja Vaspurakanskega kraljestva, v zameno za nasledstvo njegovega kraljestva. Približno od leta 1074 je po bizantinskem porazu v bitki pri Manzikertu leza 1071 Ardzrunija vladal kot neodvisen vladar, dokler niso njegovega njegovega kraljestva okoli leta 1090 zavzeli Seldžuki.

## Vira
- Kazhdan, Alexander, ur. (1991). Oxford Dictionary of Byzantium. New York ; Oxford : Oxford University Press. ISBN 978-0-19-504652-6.
- McGeer, Eric; Nesbitt, John W.; Oikonomides, Nicolas, uredniki. (2001). Catalogue of Byzantine Seals at Dumbarton Oaks and in the Fogg Museum of Art, Volume 4: The East. Washington, District of Columbia: Dumbarton Oaks Research Library and Collection. ISBN 0-88402-282-X.